# Грузинский палаш
Грузинский палаш (груз. კაბაიანი ხმალი Кабиани хмали) — холодное оружие, применяемое в Грузии.
Наряду с саблями и шашками в Грузии XVIII—XIX веков использовалась такая разновидность длинноклинкового холодного оружия оружия, как палаш. Грузинские палаши следует отличать от хевсурских, имеющих свои собственные характерные признаки. У других кавказских народов палаши не встречались.

## Описание
Прямой, однолезвийный клинок, могут иметься долы во всю длину. На расстоянии 1/4 — 1/5 от острия обух клинка сведён на нет и заточен; со стороны обуха заточка конца клинка прямая, со стороны лезвия скруглённая. На клинках встречалось популярное на кавказском оружии клеймо «гурда».

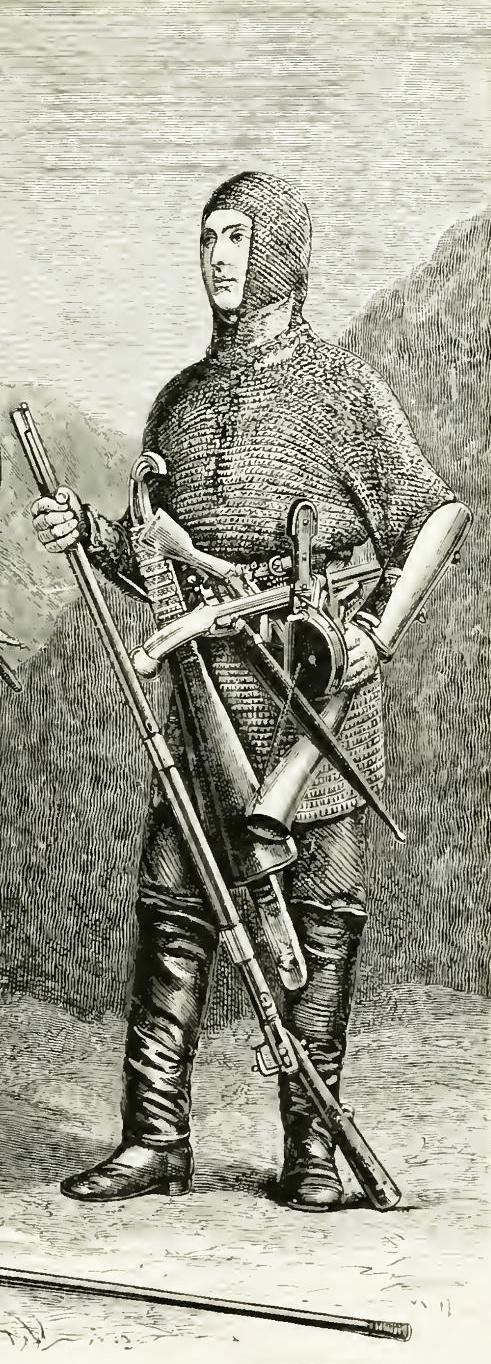
Грузинский воин XIX в.

Рукоять у грузинских палашей не имела гарды и напоминала рукояти кавказских шашек, что отличает грузинские палаши от других разновидностей этого оружия, но при этом, в отличие от шашечных рукоятей обычно прямо продолжающих линию клинка, рукояти грузинских палашей наклонены примерно на 25° в сторону лезвия. Рукоять деревянная, с небольшой, заострённой и выдвинутой немного вперёд крючковидной головкой, напоминающей головки ранних закавказских шашек. Сверху рукоять обкладывалась тремя металлическими пластинами: на основании рукояти гладкой, с гравированной поверхностью, на черене и головке украшенными филигранными проволочными косичками и полосками ложной зерни.
Другой чертой, сближающей грузинские палаши с шашками, является способ их ношения в ножнах: рукоять утапливается в последних до самой головки. В связи с этим устье ножен имело наклон, соответствующий наклону рукояти, сверху и сбоку устье открыто. Ножны деревянные, оклеенные кожей или другим материалом. Устье, середина и наконечник покрываются кожей разного цвета, либо же одни участки покрываются кожей, другие бархатом. Обоймица у ножен одна, она широкая, сделана из позолоченной меди или серебра. С правой стороны обоймица украшалась пятью или шестью поперечными полосками с одинаковым растительным орнаментом, гравированным или резным, их разделяли гладкие и выпуклые полоски; с левой стороны она гладкая и в этом месте к ней припаивается петля для портупеи.
Подобно некоторым грузинским саблям, ножны могли украшаться своеобразной «юбкой». «Юбка» имела конусообразную форму, делалась из красного сафьяна, иногда обтягивалась сверху коричневым бархатом и наглухо крепилась к нижней части обоймицы. Предположительно, такая деталь защищала ножны от трения об седло и стремя, что выглядит логичным в отношении дорогого парадного оружия, но не совсем понятным в случае с простым оружием.

## Палаш из Ливрусткамарен
В коллекции шведского музея Ливрусткаммарен имеется грузинский палаш середины XIX века, с итальянским клинком (его фото представлено в карточке, в начале статьи). Рукоять полностью покрыта серебром, обоймица ножен из позолоченного серебра с растительным узором. На клинке имеется клеймо «гурда». Первоначально принадлежал князю Алексею Ивановичу Шаховскому, потом Фёдору Келлеру, от которого перешёл к его сыну Александру Келлеру. Продан в начале 1918 года, после чего попал в Швецию. В 1920 куплен у аукционного дома Буковскис секретарём посольства Гарри Джонсоном и передан в дар музею.